# Scrollina
Scrollina è un film del 1920 diretto da Gero Zambuto.